# Universidad Santo Tomás (Chile)
La Universidad Santo Tomás es una universidad privada chilena, fundada el 29 de agosto de 1988.  Pertenece a la Fundación Educacional Santo Tomás y está inspirada en el pensamiento Tomista.
Su sede central se ubica en Santiago de Chile, contando además con 12 sedes regionales desde Arica hasta Punta Arenas.
Actualmente se encuentra acreditada por la Comisión Nacional de Acreditación (CNA-Chile) por un período de 3 años (de un máximo de 7), desde diciembre de 2017 hasta diciembre de 2020.Figura en la posición 33 dentro de las universidades chilenas según la clasificación webométrica SCImago Institutions Rankings (SIR) 2024.Está en la posición 41 según el ranking de Webometrics 2024.

## Historia
La UST se constituyó como una corporación de derecho privado en 1988, e inició sus actividades docentes en la sede de Santiago en 1990, bajo el sistema de examen, impartiendo seis carreras y alcanzando una matrícula de 350 estudiantes.  Obtuvo su autonomía institucional en 2003 y a partir de 2004 comenzó su expansión a regiones, para cumplir su objetivo de contribuir a la descentralización de la oferta educativa en el país. En el ámbito internacional, la universidad cuenta desde el año 2007 con uno de los dos Instituto Confucio con funcionamiento en el país, con el respaldo del Ministerio de Educación de la República Popular China.
Para el desarrollo y consolidación de su internacionalización, ha celebrado 112 convenios internacionales con instituciones de 27 países y es una de las fundadoras del Consejo Internacional de Universidades Santo Tomás de Aquino, ICUSTA, creado en 1993.

### Rectores de la Universidad Santo Tomás
Desde la fundación de la Universidad, han ocupado el cargo de rector:
| Rectoría | Nombre              | Periodo         |
| -------- | ------------------- | --------------- |
| I        | Gerardo Rocha       | 1988-2005       |
| II       | Daniel Martínez     | 2005-2009       |
| III      | Jaime Vater         | 2009-2019       |
| IV       | María Olivia Recart | 2019-2023       |
| V        | Claudia Penairo     | 2023 a la fecha |

## Organización

### Facultades y carreras
La Universidad Santo Tomás se encuentra organizada en ocho facultades:
| Facultad                                              | Decano                      | Carreras de pregrado |
| ----------------------------------------------------- | --------------------------- | --- |
| Facultad de Ciencias                                  | Carmen Espoz Larraín        | - Biotecnología |
| Facultad de Ciencias Sociales y Comunicaciones        | Macarena Lucar Arce         | - Trabajo social - Psicología                                                                                               |
| Facultad de Derecho                                   | Aníbal Rodríguez Letelier   | - Derecho |
| Facultad de Economía y Negocios                       | Enrique Isaac Paris Horvitz | - Contador Público y Auditor - Ingeniería Comercial - Ingeniería en Información y Control de Gestión                        |
| Facultad de Educación                                 |                             | - Educación Diferencial - Pedagogía en Educación Física - Pedagogía en Educación Parvularia                                 |
| Facultad de Ingeniería                                | Juan José Negroni Vera      | - Geología - Ingeniería Civil en Minas - Ingeniería Civil Industrial - Ingeniería Civil Informática y Sistemas Inteligentes |
| Facultad de Recursos Naturales y Medicina Veterinaria | Carmen Luz Barrios Gómez    | - Agronomía - Medicina Veterinaria                                                                                          |
| Facultad de Salud                                     | Ricardo Fábrega Lacoa       | - Enfermería - Fonoaudiología - Kinesiología - Nutrición y Dietética - Ciencias del Deporte y Actividad Física              |

## Centros de investigación
- Centro de Investigación de Humedales Marinos Bahía Lomas: Centro para la investigación, educación y desarrollo social en torno a la conservación de Bahía Lomas (Tierra del Fuego, Chile); sitio Ramsar, Santuario de la Naturaleza y Sitio de Importancia Hemisférica para Aves Playeras de la Red Hemisférica de Reservas de Aves Playeras (RHRAP).[19]

- Centro de Investigación en Innovación para el Cambio Climático (CiiCC): Centro de investigación básica y aplicada orientada a entender los efectos del cambio climático sobre los ecosistemas costeros, con especial énfasis en los procesos asociados con la acidificación del océano.[19]

- Austral Biotech: Centro que trabaja en el desarrollo de aplicaciones en biología molecular, microbiología, biología vegetal, bioquímica y bioprocesos.[19]

## Infraestructura
La UST cuenta actualmente con doce sedes en distintas ciudades de Chile:
| Sede         | Fundación | Imagen |
| ------------ | --------- | ------ |
| Santiago     | 1990      |        |
| Arica        | 2004      |        |
| Iquique      | 2004      |        |
| Antofagasta  | 2004      |        |
| La Serena    | 2004      |        |
| Viña del Mar | 2003      |        |
| Talca        | 1988      |        |
| Concepción   | 2004      |        |
| Los Ángeles  | 2004      |        |
| Temuco       | 1988      |        |
| Valdivia     | 2007      |        |
| Puerto Montt | 2006      |        |